# Sodom, or the Quintessence of Debauchery
Sodom, or the Quintessence of Debauchery (in italiano: Sodoma, o la Quintessenza della Dissolutezza) è un'opera teatrale satirica, considerata oscena, pubblicata nel 1684 e appartenente al genere del closet drama (letteralmente "dramma armadio" e meglio tradotto come "testo teatrale da lettura"; è un genere teatrale le cui opere sono destinate ad essere lette in solitudine o in piccoli gruppi ad alta voce, invece che essere eseguite su di un palcoscenico).
La pièce è conosciuta anche con i titoli The Farce of Sodom ("La Farsa di Sodoma") e Gentleman Instructed ("Il Gentiluomo Istruito").
Questa pièce è uno degli esempi di letteratura della Restaurazione inglese. L'opera viene attribuita a John Wilmot, II conte di Rochester, anche se la sua effettiva paternità viene molto contestata. Determinare la data di composizione e attribuzione dell'opera è complicato, soprattutto a causa di prove a favore e contro la paternità di Rochester riguardo anche a testi successivi.
Il Sodom viene considerato da molti come un'opera volgare e offensiva, ma soprattutto come la prima opera teatrale al mondo a sfondo pornografico. I motivi di questa sua "indecenza" sono principalmente due:
- Il teatro, e la letteratura in generale, del periodo della Restaurazione erano solite toccare temi licenziosi e molto spesso di carattere sessuale, derivati probabilmente dalla diffusione di movimenti e filosofie di vita come l'edonismo e il libertinismo, all'epoca molto floridi in Inghilterra e nell'Europa centro-occidentale;
- L'opera è una critica (posta in un contesto biblico ma satirico e in parte fittizio) alla ridicolezza della dissoluta corte del re Carlo II d'Inghilterra e alla sua tolleranza nei confronti del cattolicesimo.

Il 16 dicembre 2004 una delle poche copie superstiti del Sodom è stata venduta dalla Sotheby's per 45.600 sterline.

## Caratteri generali
La trama si ispira liberamente alle vicende delle città di Sodoma e Gomorra, entrambe punite da Dio per aver trasgredito i suoi comandamenti e aver compiuto atti di empietà contro il suo volere, sia prima che dopo l'arrivo degli angeli e la fuga di Lot (tuttavia la Bibbia non descrive quale sia esattamente il peccato commesso dagli abitanti e la maggior parte degli scrittori sostiene che sia la perversione sessuale).
L'opera teatrale non fa comunque alcun riferimento al racconto riportato nella Genesi, a parte la distruzione delle suddette città. Inoltre i nomi dei protagonisti, che non corrispondono a quelli del racconto biblico, sono inventati e quasi tutti sono dei giochi di parole, composti da termini sessuali e parolacce in lingua inglese. Questa particolarità comica era molto comune durante l'era d'oro della sexual comedy e della comedy of manners, entrambe parti del teatro della Restaurazione.

## Trama
L'opera è composta da cinque atti in rima baciata. Ci sono due prologhi, due epiloghi e un breve discorso finale.
Inizia con Bolloxinione, re della città di Sodoma, che autorizza le persone dello stesso sesso a reputare la sodomia come una pratica sessuale accettabile all'interno del regno:
(Bolloxinione)
Il Generale Buggeranthos segnala al re che tale "iniziativa politica" viene ben accolta dai soldati, che cominciano di conseguenza a spendere sempre meno denaro in prostitute, ma ciò ha effetti deleteri sulle donne del regno, che per soddisfare i loro impulsi sessuali ricorrono così a "dildo e cani".

A questo punto un messaggero del re di Gomorra, Tarsehole, nonché fratello di Bolloxinione, gli porta in dono dei giovani ragazzi di bell'aspetto; Bolloxinione, eccitato alla loro vista, congeda il messaggero del fratello e gli prega di portargli i suoi ringraziamenti.
A questo punto, con la Corte e il paese ridotto alla follia erotica, Flux, il medico di corte, consiglia al sovrano: "Fottete le donne, non gli uomini, e lasciate che la sodomia non esista più".
Il re stesso non è comunque convinto e, dopo aver imprecato contro la Natura, l'Amore, gli dèi ed il Paradiso, le nuvole del cielo si aprono e nell'aria appaiono dei demoni, avvolti tra le fiamme e lo zolfo, che cantano canzoni oscene e profetiche sul destino del re.

Appare quindi a Bolloxinione lo spettro di sua moglie, Cuntigratia, che lo rimprovera di averla fatta morire per amore e della sua passione per la sodomia.

Ella gli anticipa i dolori e le pene che lei sta già condividendo con gli altri dannati e che anche Bolloxinione dovrà passare nell'Inferno; infine, Cuntigratia gli promette che lo aspetterà "dall'altra parte del lago".
Ormai il re, insieme a tutto il popolo, è condannato per la sua empietà, ma Flux lo esorta comunque a pentirsi di ciò che ha fatto, in modo tale da placare l'ira divina.
Bolloxinione tuttavia non si tira indietro di fronte al suo imminente destino, ed anzi dichiara di voler lasciare che il mondo bruci tra le fiamme e che la sua ultima intenzione è quella di ritirarsi in una grotta e di morire nell'atto di sodomizzare il suo principe preferito, Pockenello.
L'opera si conclude con lo scatenarsi di un'epidemia di malattie veneree e la città di Sodoma viene distrutta dalla punizione del fuoco eterno e da nuvole di fumo.

## Interpretazione
Sodom, or the Quintessence of Debauchery merita attenzione non solo come un primo pezzo di letteratura scabrosa, ma come una satira dissimulata alla corte di Carlo II Stuart e soprattutto alla sua apparente disponibilità a tollerare il cattolicesimo in Inghilterra, in un momento in cui la religione era stata ufficialmente proscritta. Scritto presumibilmente al tempo della Dichiarazione di Indulgenza di Carlo II (con la quale egli promulga ufficialmente la tolleranza di cattolici e altre minoranze religiose), il Sodom delinea nella sua trama molto spinta un re molto simile a Carlo II, la cui insistenza sulla promozione della sua preferenza sessuale per la sodomia può essere letta come un'analogia al dibattito in Inghilterra sul reale motivo per il quale il re promuovesse la tolleranza religiosa, e cioè per avere rapporti sessuali anche con donne che non professassero il suo stesso credo religioso. La conseguenza più sconcertante di queste sue azioni era che Carlo II, oltre che a donare terre e ricchezze alle sue amanti, imponeva allo scontento popolo inglese di dover mantenere loro e i figli del sovrano: riguardo a ciò John Wilmot scrisse:
(J. Wilmot, conte di Rochester)
Comunemente classificato come un closet drama, il che significa che non ha avuto una performance importante nei secoli, il Sodom è stato ripreso all'Edinburgh Festival Fringe nel 2011 dalla compagnia teatrale The Movement e rappresentato in quella che viene descritta come una versione "ricostruita".